# 10. politbyro ústředního výboru Komunistické strany Číny
10. politbyro Ústředního výboru Komunistické strany Číny (čínsky v českém přepisu Čung-kuo Kung-čchan-tang ti-š’-ťie Čung-jang Čeng-č’-ťü, pchin-jinem Zhōngguó Gòngchǎndǎng dìshíjiè Zhōngyāng Zhèngzhìjú, znaky 中国共产党第十届中央政治局) bylo v letech 1973–1977 skupinou cca dvouapůl desítky členů ústředního výboru Komunistické strany Číny, která tvořila užší vedení Komunistické strany Číny. Devět nejvýznamnějších členů politbyra tvořilo nejužší vedení, takzvaný stálý výbor politbyra.
Desáté politbyro bylo zvoleno 30. srpna 1973 na prvním zasedání 10. ústředního výboru zvoleného na závěr X. sjezdu KS Číny. Skládalo se z 25 lidí: devíti členů stálého výboru, kterými byli předseda ÚV Mao Ce-tung, pět místopředsedů – Čou En-laj, Wang Chung-wen, Kchang Šeng, Jie Ťien-jing a Li Te-šeng, členy stálého výboru byli zvoleni ještě Ču Te, Čang Čchun-čchiao a Tung Pi-wu; ostatními dvanácti členy politbyra byli Wej Kuo-čching, Liou Po-čcheng, Ťiang Čching, Sü Š’-jou, Chua Kuo-feng, Ťi Teng-kchuej, Wu Te, Wang Tung-sing, Čchen Jung-kuej, Čchen Si-lien, Li Sien-nien a Jao Wen-jüan. Posledními čtyřmi byli kandidáti Wu Kuej-sien, Su Čen-chua, Ni Č’-fu a Saifuddin Azizi.
V prosinci 1973 politbyro doplnil Teng Siao-pching, od ledna 1975 i místopředseda ÚV a člen stálého výboru; opět ztratil všechny funkce v dubnu 1976 a získal je zpět v červenci 1977. V letech 1975–1976 řada členů politbyra ve vysokém věku zemřela (Mao Ce-tung, Čou En-laj, Kchang Šeng, Ču Te, Tung Pi-wu). Po smrti Mao Ce-tunga byli zatčeni radikální stoupenci kulturní revoluce, takzvaný gang čtyř (Wang Chung-wen, Čang Čchun-čchiao, Ťiang Čching a Jao Wen-jüan).

## Složení politbyra
Jako úřad je uvedeno zaměstnání a funkce vykonávané v době členství v politbyru.
VSLZ a ČLPPS jsou Všečínské shromáždění lidových zástupců a Čínské lidové politické poradní shromáždění.
| Minulé období                                                                                              | Jméno                                          | Rok narození                                   | Úřady a funkce | Úřady a funkce | Úřady a funkce | Další období                                   |
| Minulé období                                                                                              | Jméno                                          | Rok narození                                   | civilní stranické | civilní státní a jiné | vojenské | Další období                                   |
| Členové stálého výboru politbyra od srpna 1973                                                             | Členové stálého výboru politbyra od srpna 1973 | Členové stálého výboru politbyra od srpna 1973 | Členové stálého výboru politbyra od srpna 1973 | Členové stálého výboru politbyra od srpna 1973 | Členové stálého výboru politbyra od srpna 1973 | Členové stálého výboru politbyra od srpna 1973 |
| --- | ---------------------------------------------- | ---------------------------------------------- | --- | --- | --- | ---------------------------------------------- |
| 3., 5., 6., 7., 8., 9.                                                                                     | Mao Ce-tung 毛泽东 (zemřel v říjnu 1976)       | 1893                                           | předseda ÚV | | předseda Ústřední vojenské komise KS Číny | –                                              |
| 5., 6., 7., 8., 9.                                                                                         | Čou En-laj 周恩来 (zemřel v lednu 1976)        | 1898                                           | místopředseda ÚV | předseda Státní rady, předseda celostátního výboru ČLPPS | | –                                              |
| – | Wang Chung-wen 王洪文 (zatčen v říjnu 1976)    | 1935                                           | místopředseda ÚV | | člen pracovní konference/stálého výboru Ústřední vojenské komise KS Číny (od května 1973) | –                                              |
| 6., 7., 8., 9.                                                                                             | Kchang Šeng 康生 (zemřel v prosinci 1975)      | 1898                                           | místopředseda ÚV, vedoucí skupiny ÚV pro organizaci a propagandu | | | –                                              |
| 8., 9. | Jie Ťien-jing 叶剑英                           | 1897                                           | místopředseda ÚV | místopředseda celostátního výboru ČLPPS | maršál, místopředseda Ústřední vojenské komise KS Číny, předseda pracovní konference/stálého výboru Ústřední vojenské komise KS Číny, místopředseda Státního výboru obrany ČLR (do ledna 1975), ministr obrany (od ledna 1975)                                 | 11., 12.                                       |
| 6., 7., 8., 9.                                                                                             | Ču Te 朱德 (zemřel v červenci 1976)            | 1886                                           | | předseda stálého výboru VSLZ | maršál | –                                              |
| 9. | Čang Čchun-čchiao 张春桥 (zatčen v říjnu 1976) | 1917                                           | zástupce vedoucího skupiny ÚV pro organizaci a propagandu, první tajemník šanghajského městského výboru                                                                                 | předseda šanghajského revolučního výboru, místopředseda Státní rady (od ledna 1975) | člen pracovní konference/stálého výboru Ústřední vojenské komise KS Číny, náčelník Hlavní politické správy (od ledna 1975) | –                                              |
| 7., 8., 9.                                                                                                 | Tung Pi-wu 董必武 (zemřel v dubnu 1975)        | 1886                                           | | místopředseda ČLR (od dubna 1959) | | –                                              |
| Člen stálého výboru politbyra do ledna 1975, poté člen politbyra                                           |                                                |                                                | | | |                                                |
| 9. | Li Te-šeng 李德生                              | 1916                                           | místopředseda ÚV (do ledna 1975), člen skupiny ÚV pro organizaci a propagandu, první tajemník anchuejského provinčního výboru (do 1974)                                                 | předseda anchuejského revolučního výboru (do 1974) | generálmajor, člen pracovní konference Ústřední vojenské komise KS Číny (do února 1975), náčelník Hlavní politické správy (do ledna 1975), velitel pekingského vojenského okruhu (do prosince 1973), velitel šenjangského vojenského okruhu (od prosince 1973) | 11., 12.                                       |
| Člen politbyra od prosince 1973 a stálého výboru od ledna 1975, v dubnu 1976 odvolán, zpět v červenci 1977 |                                                |                                                | | | |                                                |
| 7., 8. | Teng Siao-pching 邓小平                        | 1904                                           | místopředseda ÚV (od ledna 1975) | místopředseda Státní rady | člen pracovní konference/stálého výboru Ústřední vojenské komise KS Číny (od prosince 1973), místopředseda Ústřední vojenské komise KS Číny (od ledna 1975), náčelník generálního štábu (od ledna 1975)                                                        | 11., 12.                                       |
| Člen politbyra od srpna 1973 a stálého výboru od dubna 1976                                                |                                                |                                                | | | |                                                |
| – | Chua Kuo-feng 华国锋                           | 1921                                           | první tajemník chunanského provinčního výboru (do 1976), místopředseda ÚV (duben – říjen 1976), předseda ÚV (od října 1976)                                                             | předseda chunanského revolučního výboru (do 1976), ministr veřejné bezpečnosti (říjen 1973 – březen 1977), místopředseda Státní rady (leden 1975 – duben 1976), předseda Státní rady (od února 1976; do dubna 1976 úřadující předseda) | předseda Ústřední vojenské komise KS Číny (od října 1976) | 11.                                            |
| Ostatní členové politbyra od srpna 1973                                                                    |                                                |                                                | | | |                                                |
| – | Wej Kuo-čching 王震                            | 1913                                           | první tajemník kuangsijského oblastního výboru (do října 1975), první tajemník kuangtungského provinčního výboru (od října 1975)                                                        | předseda kuangsijského revolučního výboru (do října 1975), místopředseda celostátního výboru ČLPPS, místopředseda stálého výboru VSLZ (od ledna 1975), předseda kuangtungského revolučního výboru (od října 1975)                      | generálplukovník, politický komisař kuangčouského vojenského okruhu (od prosince 1973) | 11., 12.                                       |
| 8., 9. | Liou Po-čcheng 刘伯承                          | 1892                                           | | místopředseda stálého výboru VSLZ | maršál, místopředseda Ústřední vojenské komise KS Číny, místopředseda Státního výboru obrany ČLR (do ledna 1975), člen stálého výboru Ústřední vojenské komise KS Číny (od února 1975)                                                                         | 11.                                            |
| 9. | Ťiang Čching 江青 (zatčena v říjnu 1976)       | 1914                                           | členka skupiny ÚV pro organizaci a propagandu | | | –                                              |
| 9. | Sü Š’-jou 许世友                               | 1905                                           | první tajemník ťiangsuského provinčního výboru (do prosince 1973) | předseda ťiangsuského revolučního výboru (do prosince 1973) | generálplukovník, velitel nankingského vojenského okruhu (do prosince 1973), velitel kuangčouského vojenského okruhu (od prosince 1973) | 11.                                            |
| 9. | Ťi Teng-kchuej 纪登奎                          | 1923                                           | předseda politické a právní skupiny ÚV (od 1969), člen skupiny ÚV pro organizaci a propagandu                                                                                           | místopředseda Státní rady (od ledna 1975) | člen pracovní konference Ústřední vojenské komise KS Číny (do ledna 1975), politický komisař pekingského vojenského okruhu | 11.                                            |
| – | Wu Te 吴德                                     | 1913                                           | první tajemník pekingského městského výboru | předseda pekingského revolučního výboru, předseda výboru pro kulturu Státní rady (do ledna 1975), místopředseda stálého výboru VSLZ (od ledna 1975)                                                                                    | | 11.                                            |
| 9. | Wang Tung-sing 汪东兴                          | 1916                                           | vedoucí Hlavní kanceláře ÚV | | generálmajor, člen pracovní konference/stálého výboru Ústřední vojenské komise KS Číny | 11.                                            |
| 9. | Čchen Jung-kuej 陈永贵                         | 1915                                           | | místopředseda Státní rady (od ledna 1975) | | 11.                                            |
| 9. | Čchen Si-lien 陈锡联                           | 1915                                           | první tajemník liaoningského provinčního výboru (do prosince 1973) | předseda liaoningského revolučního výboru (do prosince 1973), místopředseda Státní rady (od ledna 1975) | generálplukovník, velitel šenjangského vojenského okruhu (do prosince 1973), velitel pekingského vojenského okruhu (od prosince 1973), člen stálého výboru Ústřední vojenské komise KS Číny (od února 1975)                                                    | 11.                                            |
| 8., 9. | Li Sien-nien 李先念                            | 1909                                           | | místopředseda Státní rady | člen pracovní konference Ústřední vojenské komise KS Číny (do února 1975), člen stálého výboru Ústřední vojenské komise KS Číny (od 1975) | 11. 12.                                        |
| 9. | Jao Wen-jüan 姚文元 (zatčen v říjnu 1976)      | 1931                                           | člen skupiny ÚV pro organizaci a propagandu, vedoucí ústřední skupiny pro propagandu, druhý tajemník šanghajského městského výboru                                                      | místopředseda šanghajského revolučního výboru | | –                                              |
| Kandidáti politbyra od srpna 1973                                                                          |                                                |                                                | | | |                                                |
| – | Wu Kuej-sien 吴桂贤                            | 1938                                           | | místopředsedkyně Státní rady (leden 1975 – září 1977) | | –                                              |
| – | Su Čen-chua 苏振华                             | 1912                                           | první tajemník šanghajského městského výboru (od října 1976) | předseda šanghajského revolučního výboru (od října 1976) | generálplukovník, politický komisař námořnictva, člen stálého výboru Ústřední vojenské komise KS Číny (od února 1975) | 11.                                            |
| – | Ni Č’-fu 倪志福                                | 1933                                           | tajemník pekingského městského výboru (do října 1976), druhý tajemník šanghajského městského výboru (říjen 1976 – 1977), druhý tajemník pekingského městského výboru (od července 1977) | místopředseda pekingského revolučního výboru (do října 1976 a od 1977), první místopředseda šanghajského revolučního výboru (říjen 1976 – 1977)                                                                                        | | 11., 12.                                       |
| – | Saifuddin Azizi 赛福鼎·艾则孜                  | 1915                                           | první tajemník sinťiangského oblastního výboru | předseda sinťiangského oblastního revolučního výboru, místopředseda stálého výboru VSLZ | | 11.                                            |